# Донцовщина (Гадячский район)

Донцовщина (укр. Донцівщина) — село,
Саровский сельский совет,
Гадячский район,
Полтавская область,
Украина.
Код КОАТУУ — 5320486902. Население по переписи 2001 года составляло 35 человек.

## Географическое положение
Село Донцовщина находится на расстоянии до 1,5 км от сёл Киевское, Ореханово, Рудиков и Грипаки.
По селу протекает пересыхающий ручей с запрудой.

## История
- 1622 — дата основания.